# Равноденствие (альбом)
«Равноде́нствие» — седьмой «естественный» альбом группы «Аквариум». Первый альбом группы, выпущенный официально на фирме «Мелодия» в виде виниловой пластинки.

## История создания
В 1986 году «Аквариум» потерял студию. С этим был связан большой перерыв в выходах студийных альбомов группы — «Равноденствие» вышло спустя более чем два года после «Детей Декабря» и стало первой пластинкой «Аквариума», выпущенной официально. «Равноденствие» было записано на студии «Мелодия». Студия для группы была предоставлена после триумфальных концертов в БКЗ «Октябрьский» (февраль 1987 года) начальником управления культуры Ленинграда Тупикиным. При этом Гребенщикову пришлось полностью отказаться от авторских прав на альбом, чтобы оградить директора студии от возможных идеологических и финансовых проблем. На запись было отведено 20 сессий по 4 часа каждая без какого-либо графика. «Аквариум» записывали в паузах между записями симфонических коллективов, кроме того, им предоставили не основной зал, а расположенные под лестницей две комнатки, одну из которых занимали барабанная установка и пульт звукорежиссёра.
 Звукорежиссёр «Мелодии» Виктор Динов, работавший ранее с «Аквариумом», был в отпуске, а единственный звукорежиссёр, работавший с записью рок-музыки, Юрий Морозов, отказался сотрудничать с группой. В итоге с «Аквариумом» работал Феликс Гурджи, специализирующийся исключительно на работе с симфоническими музыкантами. Гурджи вместе со звукорежиссёром группы Вячеславом Егоровым пошли классическим путём записи симфоний — результатом стал сухой и плотный звук гитары и голоса, без выделения солирующих инструментов.

В основу альбома легли песни, написанные Гребенщиковым в июне—июле 86-го года.

Борис Гребенщиков об альбоме:
«Равноденствие» было лебединой песней Аквариума 80-х годов. Мы уже не вмещались в одну группу — нас физически было слишком много, со слишком разными интересами и подходом к делу. Сакмаров был прав, когда определил «Равноденствие» как гимн. Время звало двигаться дальше. Трудно было бы сказать — куда; но — неведомо для нас — капкан был уже готов распахнуться.
(Гребенщиков, Б. Б. Краткий отчёт о 16-ти годах звукозаписи. 1997.)
В создании альбома приняли участие несколько новых музыкантов: Андрей Решетин, Иван Воропаев, Сергей Щураков и другие. При этом участник «канонической четвёрки» «Аквариума» Всеволод Гаккель в середине записи ушёл из группы навсегда из-за конфликта с остальными участниками.
Автор обложки — Сергей Дебижев. На конверте пластинки его картина, из-за низкокачественной полиграфии и нескольких пересъёмок, по утверждению очевидцев, потеряла красоту.

## Список композиций
Музыка и текст всех песен — БГ. Режиссёры клипа «Поезд в огне» — С. Дебижев, Н. Кириллова, В. Макаров
1. Иван-чай (3:31)
2. Великий дворник (3:16)
3. Наблюдатель (2:58)
4. Партизаны полной луны (3:20)
5. Лебединая сталь (4:49)
6. Аделаида (2:56)
7. Золото на голубом (2:51)
8. Дерево (3:01)
9. Очарованный тобой (3:06)
10. Поколение дворников (5:17)

### Бонус-треки
Присутствуют на диске «Антология — XI. Равноденствие»
1. Поезд в огне (audio version) (4:15)
2. Серебро господа моего (3:35)
3. Поезд в огне (video version)

## Факты
- В Бишкеке есть кафе-клуб «Великий дворник» (название одной из песен «Равноденствия»)[4].
- В песне «Партизаны полной луны» присутствует следующий текст:

В переводе это означает примерно следующее:

Слушающие серебряный народ, внимайте мне!

Прислушивающийся к звёздам, это суть моя.

О, Купола Варды звездносводные, услышьте меня!
- Песня «Поколение дворников» была написана под впечатлением от скандала, связанного с постройкой дамбы через Финский залив.
- Бонус-трек «Серебро Господа моего» был записан позднее в Доме радио и эта песня в том же виде вышла в 2007 году в альбоме «Феодализм» и в 1993 году в альбоме «Библиотека Вавилона. История Аквариума — Том 4». Бонус-трек «Поезд в огне» (в аудиоверсии) — это звуковая дорожка к клипу, снятому на эту песню весной 1988 года. В клипе использовался паровоз, арендованный у музея старинных паровозов в Шушарах и костюмы из Театра юного зрителя. Режиссёр клипа Сергей Дебижев хотел снять и смонтировать его самостоятельно, но на телевидении, где была взята аппаратура, к съёмочной группе присоединили профессионального режиссёра В. Макарова, который на следующий день после съёмок сам смонтировал этот клип. Это материал был тут же переделан Гребенщиковым и Дебижевым с использованием кинохроники, а после отправлен поездом в Москву, где был показан тем же вечером в программе «Взгляд».
- Отрывок песни «Партизаны полной луны» упоминается в книге Натана Дубовицкого «Околоноля».
- После выхода альбома Александр Градский упрекал Гребенщикова в заимствовании идей и текстов у Dire Straits и Дэвида Боуи[6]

## Издания[7]
| Регион  | Дата | Лейбл                     | Формат | Каталог                            |
| ------- | ---- | ------------------------- | ------ | ---------------------------------- |
| СССР    | 1988 | Мелодия                   | LP     | C60 26903 007                      |
| СССР    | 1990 | Мелодия                   | CS     | СМ 01708                           |
| Россия  | 1996 | Триарий                   | CD     | AM 069                             |
| Россия  | 1996 | Dream Co.Ltd              | CS     | нет                                |
| Россия  | 1998 | Триарий Moroz Records     | CS     | AM 069 MCB TR 98338 MC             |
| Россия  | 1999 | Триарий                   | CD     | AM 069 B                           |
| Россия  | 1999 | Moroz Records Триарий     | CD     | dTR 07398 CD AM 069 B              |
| Украина | 1999 | Moroz Records Триарий JRC | CD     | dTR 07398 CD AM 069 B JRC 00151-99 |
| Россия  | 2002 | Союз                      | CD     | SZCD 1822-02                       |
| Россия  | 2002 | Союз                      | CS     | SZ 1822-02                         |
| Россия  | 2017 | SoLyd Records             | LP     | SLR LP A12                         |

## Участники записи
- Борис Гребенщиков — вокал (1—10, бонусы), акустическая гитара (1—7,9,10, бонусы), электрогитара (4,8)
- Андрей Романов — флейта (1,3,6,7), синтезатор (3,4,8), вокал (1,3,4,7)
- Андрей Решетин — скрипка (3,5—7,9,10, бонусы)
- Иван Воропаев — альт (1—3,5—10, бонусы), мандолина (10)
- Всеволод Гаккель — виолончель (1—3,5,6,9,10), вокал (2,4)
- Александр Ляпин — электрогитара (1,2,4—6, бонусы)
- Александр Титов — бас-гитара (1—10, бонусы), вокал (1,3,4,7)
- Пётр Трощенков — ударные (1,2,4,5,8,10, бонусы)
- Михаил Васильев — бубен (1,2,4,10, 11, 13, бонусы), литавры (6)
- Вячеслав Егоров — тампура (5), чантер (10)

а также:
- Ансамбль старинной музыки «Musica practica»:
  - Иван Шумилов — флейта крумхорн (10)
  - Вячеслав Харинов — флейта крумхорн (10)
  - Дмитрий Кольцов — валторна (1,2,5,10)
- Сергей Щураков — аккордеон (8, бонусы)